# Konsulat Hiszpanii w Gdańsku
Konsulat Hiszpanii w Gdańsku (Consulado de España en Danzig) – hiszpańska placówka konsularna funkcjonująca w Gdańsku.
Pierwszy akredytowany przedstawiciel w randze konsula Hiszpanii rozpoczął urzędowanie w Gdańsku w 1752. Urząd funkcjonował do 1945.
Współcześnie, od 2003, jest to konsulat honorowy.

## Kierownicy konsulatu
- 1752–1758 - Louis Perrot, konsul[1]
- 1762-1763 - José Pauló, konsul[1]
- 1763–1773 - Carlos Macarty/MacCarthy, konsul
- 1773[2]-1794 - Michael Barstow, urzędnik konsularny Hiszpanii (1740-1794)
- 1818–1821 - Don Nicolaus Hugaldo und Molinedo, konsul[3]
- 1824 - placówka nieobsadzona
- 1829[4]–1835 - Louis Badin, konsul
- 1839–1856 - placówka nieobsadzona
- 1858–1889[5] - Alfred Reinick, wicekonsul/konsul (1812–1885)[6]
- 1890-1893 - Joaquín María Torroja y Quinzá, konsul (1846-)[7][8]
- 1894-1895 - Alexander Gibsone, wicekonsul[9]
- 1896–1915 - dr Albert Meyer, konsul (1855–1915)
- 1915–1921 - dr Ernst Plagemann, konsul (1882–1953)
- 1921–1927 - Don Juan do Dios Egear, konsul
- 1929–1930 - Guillermo Escobar y Gomez, konsul[10]
- 1929–1940[11] - Kurt Block, wicekonsul/konsul (1890-1945)

## Siedziba
- Langermarkt 40 (obecnie Długi Targ) (1898–1899), w siedzibie domu bankowego Meyer & Gelhorn[12]
- Langermarkt 38 (1900-1915), w siedzibie domu bankowego Meyer & Gelhorn
- Hauptstrasse 140 (al. Grunwaldzka) (1916)
- Milchkannengasse 25 (ul. Stągiewna) (1917–1920)
- 4. Damm 7 (Grobla IV) (1922)
- Rennerstiftsgasse 9 (ul. Gdyńskich Kosynierów) (1925–1927)[13]
- Birkenallee 3a (ul. Brzozowa) (1930)
- Hundegasse 89 (ul. Ogarna) (1929–1933)
- Langer Markt 3 (1935–1937)
- Hundegasse 56-57 (obecnie ul. Ogarna) (1939–1942)